# Winterschmidtiidae
Winterschmidtiidae (лат.) — семейство клещей (Hemisarcoptoidea) из отряда Astigmata. 25 родов и 138 видов (O’Connor, 2009). Экологически разнообразная группа, с видами встречающимися в разлагающейся древесине, грибах, ходах короедов, на падали и трупах животных, в гнёздах позвоночных. Многие виды живут в гнёздах перепончатокрылых насекомых Hymenoptera, форетичны на осах и пчёлах. Два вида рода Psylloglyphus из Австралии расселяются форезией с помощью блох.

## Классификация
- Ensliniellinae
  - Роды: Crabrovidia — Ensliniella — Kennethiella — Kurosaia — Macroharpa — Monobiacarus — Sphexicozela — Vespacarus — Vidia — Zethacarus — Zethovidia
- Oulenziinae
  - Oulenzia[8]
- Saproglyphinae
  - Роды: Acalvolia — Congovidia — Divilia — Gambacarus — Neocalvolia — Neosuidasia — Neottiglyphus — Procalvolia — Saproglyphus — Trypetacarus
- Winterschmidtiinae
  - Роды: Afrocalvolia — Allocalvolia — Calvolia[9][10] — Czenspinskia — Kurosaia[11][12] — Parawinterschmidtia — Riemia — Winterschmidtia
- Psylloglyphus Fain, 1966
  - Psylloglyphus parapsyllus Fain & Galloway, 1993